# Moss FK
A Moss FK egy norvég labdarúgócsapat, amely jelenleg a másodosztályban szerepel. A klubot 1906. augusztus 28-án alapították, Moss városában. A klub színei a fekete és a sárga, az egyesület hazai pályán a Melløs Stadionban játszik. A csapat 1937 és 2002 között többször is feljutott az első osztályba. A klub a '70-es évek végén és a '80-as években élte aranykorát.

## Sikerek
Eliteserien
- Bajnok (1): 1987
- Ezüstérmes (1): 1979

Norvég Kupa
- Győztes (1): 1983
- Döntős (1): 1981

## A nemzetközi kupasorozatokban
| Szezon  | Kupasorozat | Forduló | Ellenfél       | Hazai pályán elért eredmény | Idegenben elért eredmény | Összesített eredmény |  |
| ------- | ----------- | ------- | -------------- | --------------------------- | ------------------------ | -------------------- |  |
| 1980–81 | UEFA-kupa   | 1. kör  | Magdeburg      | 2–3                         | 1–2                      | 3–5                  |  |
| 1984–85 | KEK         | 1. kör  | Bayern München | 1–2                         | 1–4                      | 2–6                  |  |
| 1988–89 | BEK         | 1. kör  | Real Madrid    | 0–1                         | 0–3                      | 0–4                  |  |

## Fordítás
Ez a szócikk részben vagy egészben  a   Moss FK című angol Wikipédia-szócikk fordításán alapul.  Az eredeti cikk szerkesztőit annak laptörténete sorolja fel. Ez a jelzés csupán a megfogalmazás eredetét és a szerzői jogokat jelzi, nem szolgál a cikkben szereplő információk forrásmegjelöléseként.

## Külső hivatkozások
- A klub weboldala
- A klub szurkolótáborának weboldala